# 知林古丹島

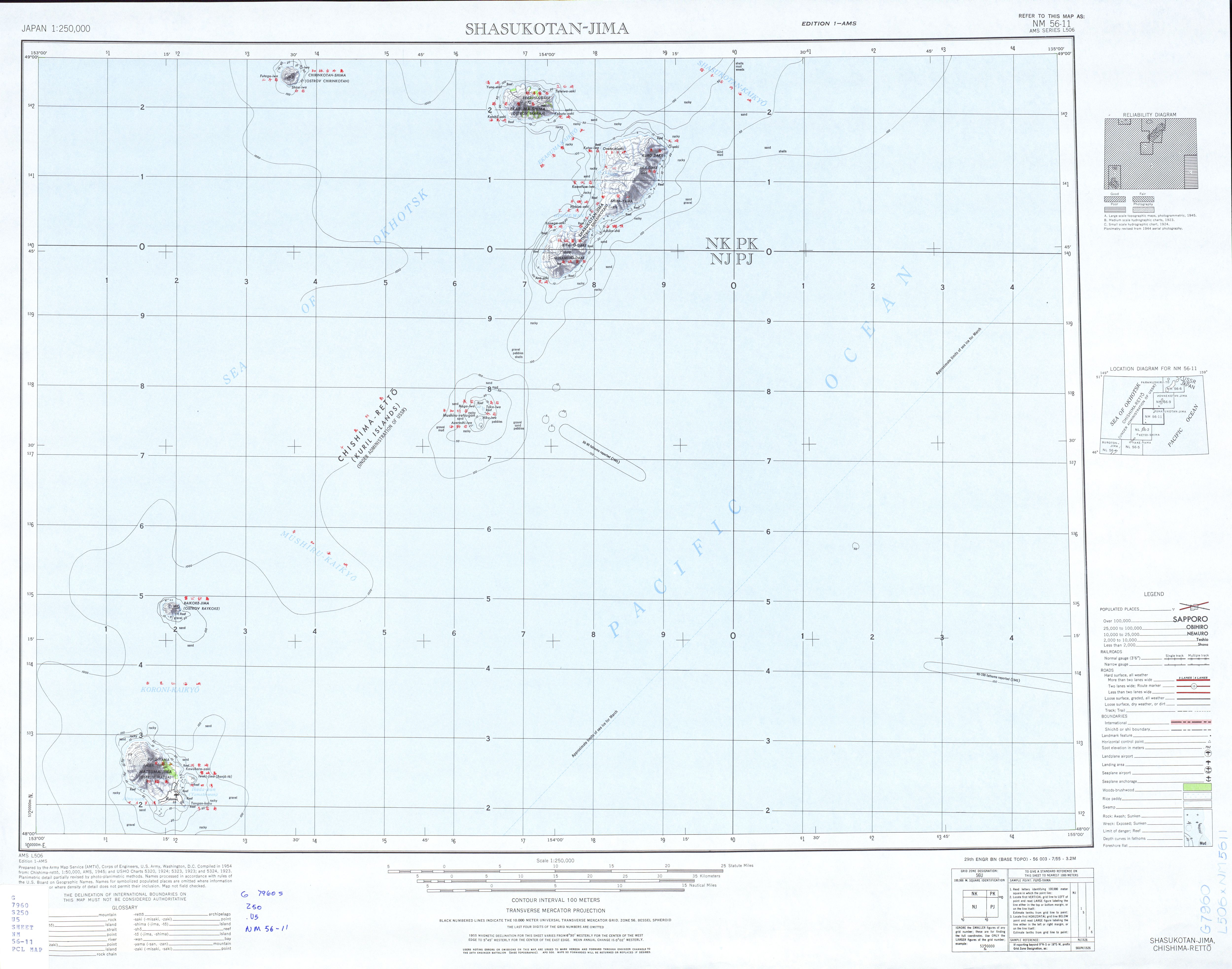
昭和29年の知林古丹島・越渇磨島・捨子古丹島・雷公計島・松輪島

知林古丹島（チリンコタン島、ちりんこたんとう）は、千島列島中部に位置する島である。ロシア名はチリンコタン島 (о. Чиринкотан)、英語表記はChirinkotan。
島の名前の由来は、アイヌ語の「チリン・コタン（汚れた波＜泥流＞・村）→泥流に呑まれた村」となる。

## 地理
越渇磨島の西約 30 キロメートルに位置する、直径約 3 キロメートルの円形の火山島である。
島自体が山（日本名とロシア名は不詳）を形成しており、海抜は 742 メートル。正保御国絵図には「マサヲチ」との表記があり、アイヌ語で「マサ・オチ（開く・突進する→噴火口が開いて、泥流が突進するように流れ下る）」という意味がある。現在でも時々爆発して泥流や溶岩を噴出しており、蒸気は常に噴出している。
少なくとも1760年付近からの噴火が確認されており、1884年、1900年、1979年、1986年、2004年に噴火している（1955年のものは噴火かどうか不明）。 
岸辺は切り立った崖が続き、小舟が辛うじて接岸できるに過ぎない。

## 歴史
- 1651年（慶安4年）、正保国絵図のため松前藩が提出した地図に、「マサヲチ」の名がある（松前島郷帳では「まさおち」）
- 1715年（正徳5年）、松前藩主は幕府に対し、「北海道本島、樺太、千島列島、勘察加」は松前藩領と報告。
- 1855年（安政元年）、日露通好条約によりロシア領となる。
- 1875年（明治8年）、樺太・千島交換条約により日本領になる。

日本の行政区分においては北海道根室振興局管内の占守郡に属した。
現在はロシア連邦が実効支配しているものの、日本政府は国際法上、帰属未定地であるとしている。